# 5096 Luzin
5096 Luzin è un asteroide della fascia principale. Scoperto nel 1983, presenta un'orbita caratterizzata da un semiasse maggiore pari a 2,3519619 UA e da un'eccentricità di 0,1486887, inclinata di 7,24066° rispetto all'eclittica.